# Třída U 9
Třída U 9 byla třída pobřežních ponorek německé Kaiserliche Marine z období první světové války. Celkem byly postaveny čtyři jednotky této třídy. Ve službě byly v letech 1910–1918. Tři byly ve službě potopeny a čtvrtou po válce v rámci reparací získala Velká Británie.

## Stavba
Německá loděnice Kaiserliche Werft Danzig v Danzig postavila celkem čtyři ponorky tohoto typu.
Jednotky třídy U 9:
| Jméno | Loděnice   | Založení kýlu | Spuštění na vodu | Vstup do služby | Osud                                                                       |
| ----- | ---------- | ------------- | ---------------- | --------------- | -------------------------------------------------------------------------- |
| U 9   | KW, Danzig | 1908          | 1910             | 1910            | Roku 1918 předána Velké Británii, sešrotována.                             |
| U 10  | KW, Danzig | 1908          | 1911             | 1911            | Dne 27. května 1916 ztracena v Baltském moři. Pravděpodobně zničena minou. |
| U 11  | KW, Danzig | 1908          | 1910             | 1910            | Dne 8. prosince 1914 v Lamanšském průlivu zničena minou.                   |
| U 12  | KW, Danzig | 1908          | 1910             | 1911            | Dne 10. března 1915 potopena britským torpédoborcem HMS Ariel.             |

## Konstrukce

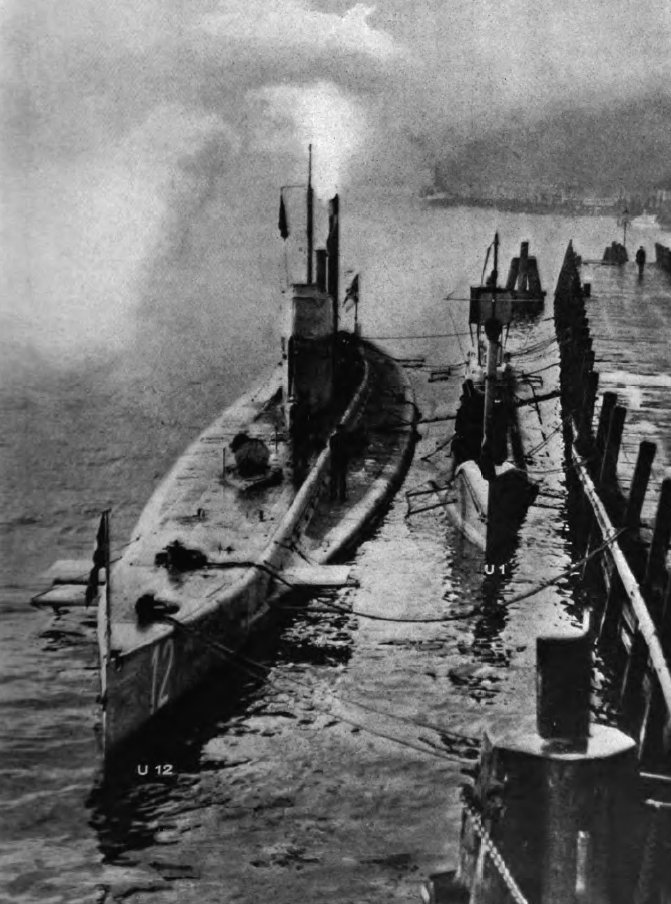
SM U-12

Ponorky měly dvojtrupou koncepci. Výzbroj tvořily čtyři 450mm torpédomety (dva příďové a dva záďové) se zásobou šesti torpéd. Pohonný systém tvořily čtyři motory Körting na petrolej o výkonu 1050 bhp a dva elektromotory Siemens-Schuckert Werke o výkonu 1160 shp, pohánějící dva lodní šrouby. Nejvyšší rychlost dosahovala 14,2 uzlu na hladině a 8,1 uzlu pod hladinou. Dosah byl 1800 námořních mil při rychlosti 14 uzlů na hladině a 80 námořních mil při rychlosti 5 uzlů pod hladinou. Operační hloubka ponoru dosahovala 50 metrů.

### Modifikace
Během služby byla upravována výzbroj v podobě kanónů a min.

## Služba
Ponorky byly bojově nasazeny za první světové války, přičemž tři byly ve službě potopeny. Nejúspěšnější ponorkou této třídy byla prototypová U 9, která absolvovala sedm patrol a dočkala se i konce války. Její posádka potopila 14 plavidel a především tři pancéřové křižníky třídy Cressy (HMS Aboukir, HMS Cressy a HMS Hogue) a chráněný křižník HMS Hawke. Ponorka U 10 provedla šest patrol, na kterých potopila sedm plavidel, ponorka U 11 na dvou patrolách nedosáhla žádného úspěchu a poslední ponorka U 12 na čtyřech patrolách potopila jednu civilní loď a dále britskou minolovku HMS Niger.